# Arca lui Yogi
Arca lui Yogi (engleză Yogi's Ark Lark) este un film de televiziune animat din anul 1972, produs de studioul Hanna-Barbera și făcut cu intenția de a ridica conștientizarea ecologică. A fost difuzat prima dată pe 16 septembrie 1972 ca parte a programului The ABC Saturday Superstar Movie și de asemenea servește ca un episod pilot pentru serialul Gașca lui Yogi (en. Yogi's Gang).
În afară de mesajul în legătură cu mediul înconjurător, filmul a marcat un moment important în istoria sudioului Hanna-Barbera: o grămadă de personaje din diferite seriale ale studioului se reunesc într-o singură poveste pentru prima dată. Acest lucru a lansat ideile serialelor și filmelor viitoare ale studioului ca Laff-A-Lympics și filmul Yogi's First Christmas.
Această arcă zburătoare va reapărea în serialul Yogi și vânătoarea de comori (en. Yogi's Treasure Hunt), unde este redenumită „SS Jelly Roger”.
În România filmul a fost difuzat, în varianta în limba engleză, pe Boomerang ca parte a programului Boomerang Cinema.

## Premis
Yogi, Boo-Boo și mulți dintre prietenii săi (ca Huckleberry Hound, Quick Draw McGraw, Snagglepuss, Gorila Magilla, Leul Lippy, Hardy Har Har și Super motanul) decid să construiască o arcă pentru a căuta miticul "Loc Perfect" ("Perfect Place"), un loc liniștit ce nu a fost afectat vreodată de oameni și poluare. Ei îl angajează pe îngrijitorul parcului Jellystone, Noah Smith, pe post de căpitan ca să călătorească prin întreaga lume pentru a găsi astfel de loc. Chiar dacă ei cred că fiecare loc unde ajung este un "Loc Perfect", în final își dau seama că nu există absolut nici un loc ca acasă.

## Personaje
Următoarele personaje Hanna-Barbera au apărut în acest film:
- Atom-furnica
- Augie Doggie și Doggie Daddy
- Urșii rustici (en. The Hillbilly Bears)
- Hokey Wolf și Ding-A-Ling
- Huckleberry Hound
- Lambsy (din Cattanooga Cats)
- Leul Lippy și Hardy Har Har
- Gorila Magilla
- Moby Dick (din Moby Dick and Mighty Mightor)
- Hipopotamul Peter și So-So
- Pixie și Dixie
- Quick Draw McGraw și Baba Looey
- Ruff și Reddy
- Castorul Sawtooth (din Curse Trăsnite)
- Veverița spion
- Snagglepuss
- Squiddly Diddly
- Super motanul și gașca sa (Benny Bilă, Spionul, Choo Choo, Dichisitul și Istețul)
- Țestosul Touché și Dum Dum
- Aligatorul Wally
- Yakky Doodle și Chopper
- Ursul Yogi și Boo Boo

## Voci
- Daws Butler – Ursul Yogi, Huckleberry Hound, Quick Draw McGraw, Snagglepuss, Aligatorul Wally, Hipopotamul Peter, Augie Doggie, Leul Lippy, Dixie, Baba Looey, Lambsy, Super motanul
- Henry Corden – Paw Rugg, Șofer de camion #1
- Walker Edmiston – Squiddly Diddly, Yakky Doodle
- Allan Melvin – Gorila Magilla, Șofer de camion #2, Bărbat
- Don Messick – Boo Boo, Atom-furnica, Țestosul Touché, Pixie, So So, Moby Dick
- John Stephenson – Benny Bilă, Doggie Daddy, Hardy Har Har
- Jean Vander Pyl – Flo Rugg, Maw Rugg, Femeie
- Lennie Weinrib – Căpitanul Noah Smitty

## Legături externe
- Arca lui Yogi pe site-ul The Big Cartoon DataBase
- Arca lui Yogi la Internet Movie Database